# Alida
Alida je žensko osebno ime.

## Izvor imena
Ime Alida je različica ženskega osebnega imena Adela.

## Pogostost imena
Po podatkih Statističnega urada Republike Slovenije je bilo na dan 31. decembra 2007 v Sloveniji število ženskih oseb z imenom Alida: 55.

## Osebni praznik
Osebe z imenom Alida lahko godujejo takrat kot osebe z imenom Adela 